# Ara červenouchý
Ara červenouchý (Ara rubrogenys) je endemický papoušek rodu Ara, který obývá malou polopouštní horskou oblast v Bolívii. Jde o kriticky ohrožený druh a ve volné přírodě žije již pouze posledních zhruba 130–270 jedinců (podle vyhodnocení IUCN z roku 2021). Tento druh je však úspěšně chován v zajetí.

## Popis
Ara červenouchý je 55 - 60 cm dlouhý. Je převážně zelený s červeným čelem, červenou ušní skvrnou a oranžovočervenými spodními křídelními krovkami. Oblast holé kůže v okolí očí zasahuje k zobáku. Ohbí křídel je červené, ruční letky modré.

## Chování
Mnozí arové hnízdí v dutinách stromů, jelikož se ale v jeho areálu rozšíření stromy moc nevyskytují, hnízdí ve skalních puklinách. Dříve byl ve větším množství chytán za účelem obchodu, dnes jej občas pronásledují místní zemědělci, protože arové nalétávají na obilná pole.

## Galerie

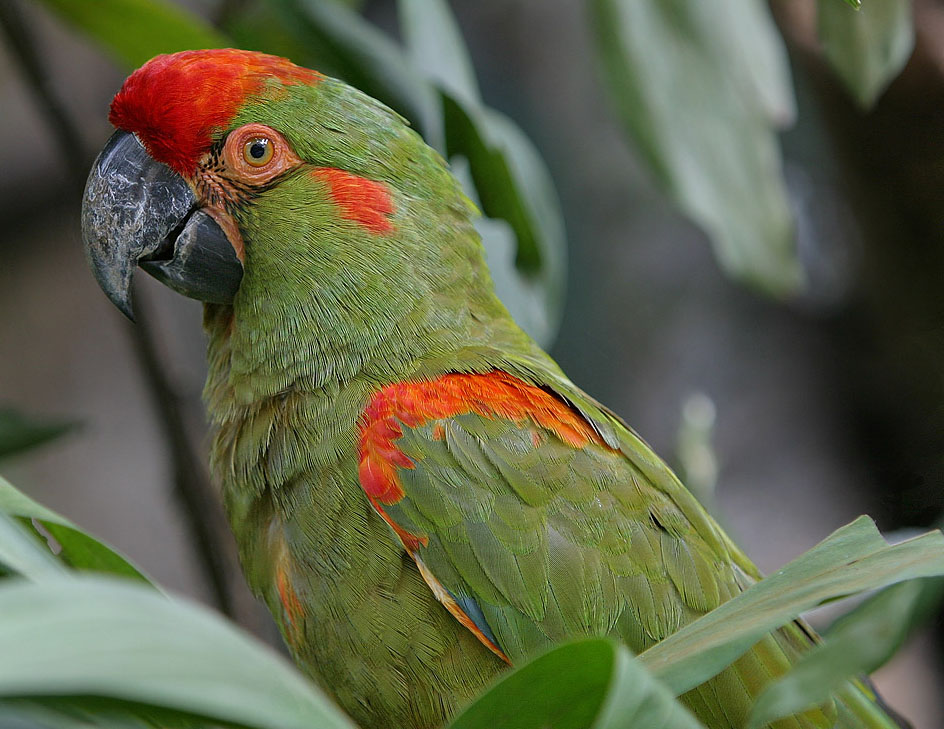
Ara rubrogenys
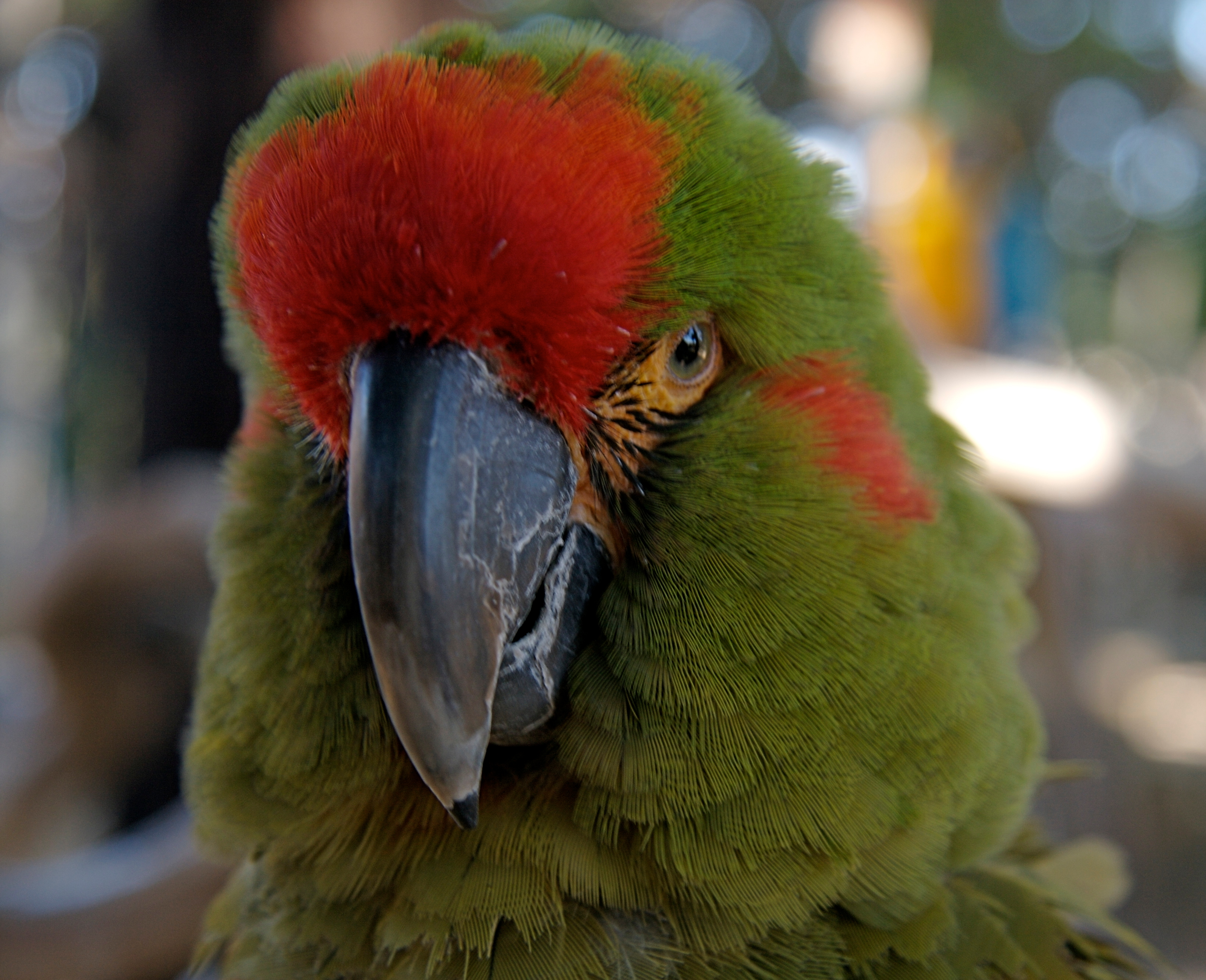
Ara rubrogenys
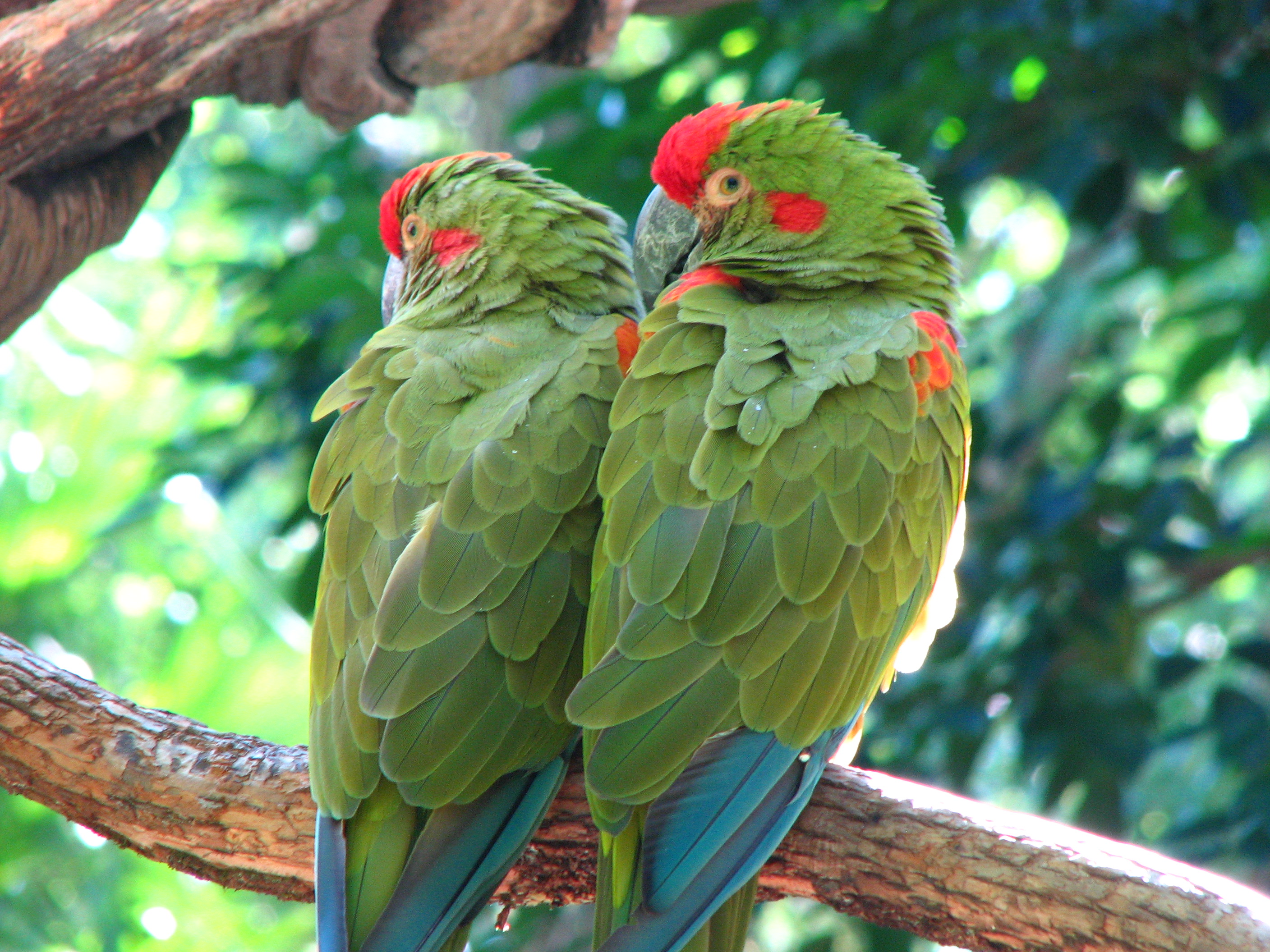
Ara rubrogenys
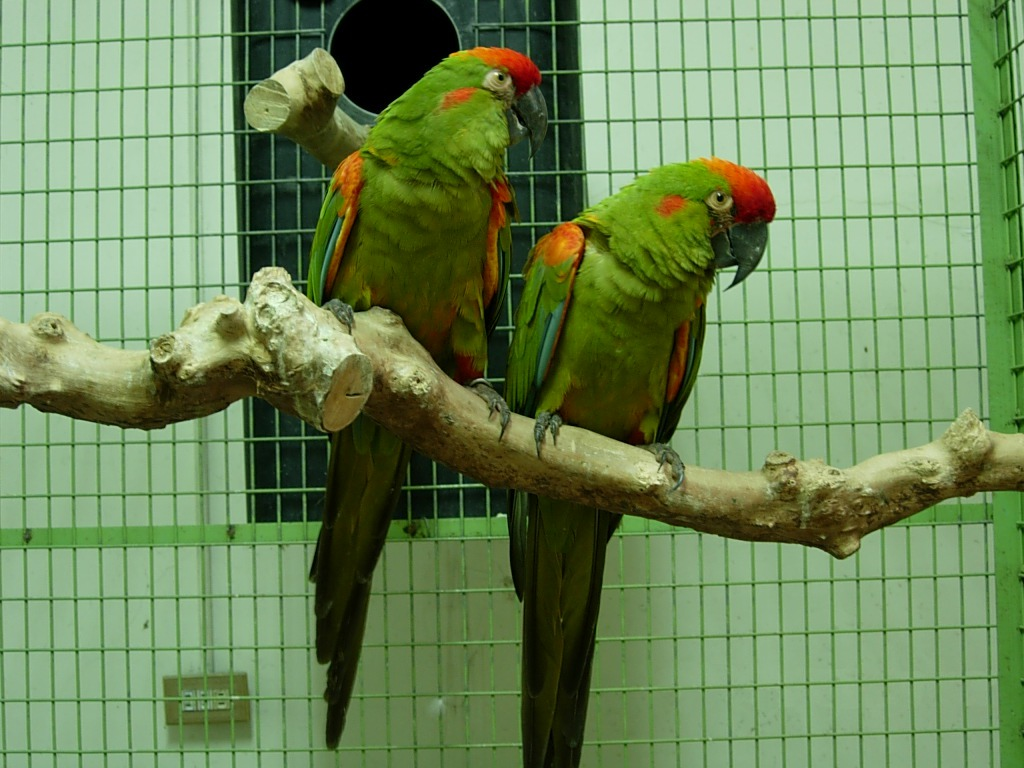
Ara rubrogenys
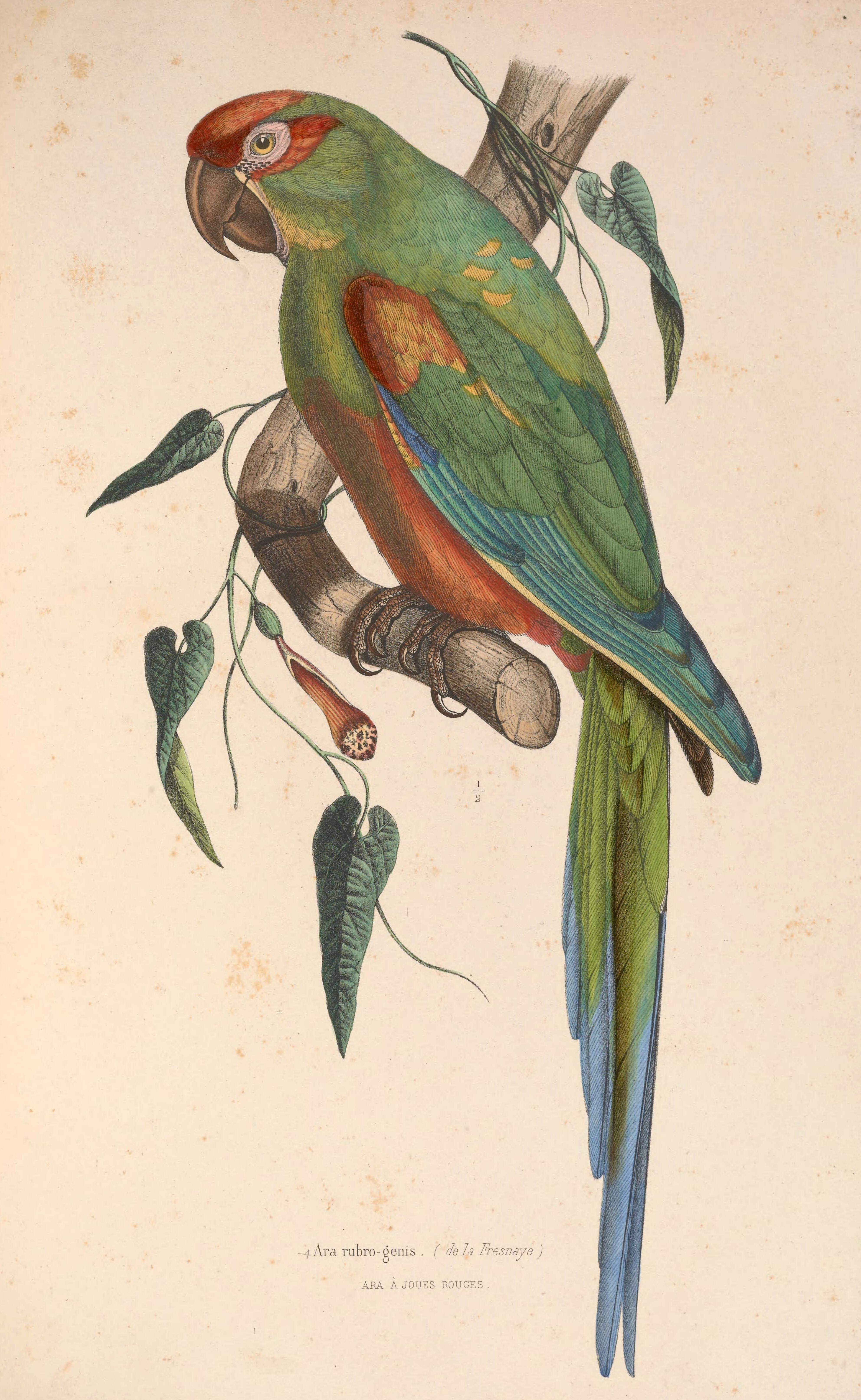
Ara rubrogenys